# Aptesis latiannulata
Aptesis latiannulata är en stekelart som först beskrevs av Cameron 1904.  Aptesis latiannulata ingår i släktet Aptesis och familjen brokparasitsteklar. Inga underarter finns listade.